# Torneo Internazionale Maggioni-Righi
Il Torneo Internazionale Maggioni-Righi è un torneo calcistico giovanile, categoria allievi, che fu istituito nel 1979 in memoria dell'allenatore Mario Maggioni. Nel 1984, al suo nome viene aggiunto quello del giocatore Walter Righi.
Le squadre più titolate del torneo sono Torino, Juventus e Atalanta con 5 edizioni conquistate ciascuna; seguono il Bari e la Fiorentina con 4 edizioni a testa.

## Albo d'oro
| Anno | Vincitrice        |
| ---- | ----------------- |
| 1979 | Juventus          |
| 1980 | Juventus          |
| 1981 | -                 |
| 1982 | Barcanova         |
| 1983 | Bari              |
| 1984 | Bari              |
| 1985 | Napoli            |
| 1986 | Bari              |
| 1987 | Torino            |
| 1988 | Napoli            |
| 1989 | Fiorentina        |
| 1990 | Inter             |
| 1991 | Reggina           |
| 1992 | Fiorentina        |
| 1993 | Borussia Dortmund |
| 1994 | Bayer Leverkusen  |
| 1995 | Bari              |
| 1996 | Juventus          |
| 1997 | Fiorentina        |
| 1998 | Juventus          |
| 1999 | Torino            |
| 2000 | Torino            |
| 2001 | Bologna           |
| 2002 | Manchester City   |
| 2003 | Chievo            |
| 2004 | Juventus          |
| 2005 | Fiorentina        |
| 2006 | Romania           |
| 2007 | Atalanta          |
| 2008 | Torino            |
| 2009 | Borussia Dortmund |
| 2010 | Spartak Mosca     |
| 2011 | Chievo            |
| 2012 | Étoile Lusitana   |
| 2013 | Torino            |
| 2014 | Atalanta          |
| 2015 | Sampdoria         |
| 2016 | Dinamo Mosca      |
| 2017 | Atalanta          |
| 2018 | Atalanta          |
| 2019 | IFK Göteborg      |
| 2022 | Atalanta          |
| 2023 | Genoa             |

### Vittorie per squadra
| N° | Squadra |
| -- | --- |
| 5  | Atalanta Juventus Torino |
| 4  | Bari Fiorentina |
| 2  | Borussia Dortmund Chievo Napoli |
| 1  | Barcanova Bayer Leverkusen Bologna Étoile Lusitana Genoa Spartak Mosca Manchester City Reggina Romania Inter Sampdoria Dinamo Mosca IFK Göteborg |